# Беспорядки во Львове 9 мая 2011
Беспорядки во Львове 9 мая 2011 года — столкновения сторонников и противников празднования государственного праздника Украины — Дня Победы — под красными флагами.

## Предыстория
1 марта 2011 года партия «Русское единство» заявила о намерении провести шествие по улицам города. Принятый Верховной Радой Украины Закон Украины «О внесении изменений в Закон Украины „Об увековечении Победы в Великой Отечественной войне 1941—1945 годов“ относительно порядка официального использования копий Знамени Победы», согласно которому во время празднования Дня Победы вместе с Государственным флагом Украины могло вывешиваться и Знамя Победы, был негативно воспринят Львовским областным советом, который постановил запретить использовать Знамя Победы во время празднования.
(17 июня 2011 года Конституционный Суд Украины признал не отвечающими Конституции ключевые положения этого закона.)
9 мая во Львов приехали активисты движений «Дозор», «Родина» и «Русское единство», которые ранее высказывали намерение пройти маршем под 15-метровым красным флагом по улицам города, предварительно нарушив постановление суда о запрете проведения каких-либо акций во Львове в этот день. Большая часть активистов выехала на автобусах из Одессы. Некоторые украинские сайты восприняли эти действия как провокацию.

## Ход событий
События произошли на Холме Славы. Украинские националисты-радикалы, которые препятствовали возложению цветов, растаптывали венки и срывали с ветеранов георгиевские ленточки. По информации Комсомольской правды у консула России во Львове отобрали венок. В статье портала obozrevatel.com, основанной на словах некоего «очевидца», причиной беспорядков якобы стали провокаторы, выкрикивающие антиукраинские лозунги. Однако же, по мнению министра внутренних дел Анатолия Могилева, во Львов в тот день не приезжали члены пророссийских партий, а размахивавшие красными флагами люди были на самом деле переодетыми националистами-провокаторами:
Если кто скажет мне, что там были какие флаги, то я вам скажу – в городе Львове были задержаны 5 человек на железнодорожном вокзале, имевших при себе удостоверения праворадикальной силы [ВО „Свобода“] и имели с собой красный флаг.
Один из «свободовцев» был ранен из травматического пистолета в колено и госпитализирован в 8 городскую больницу.
Около 13:00 по местному времени в мелких потасовках в парке возле Холма Славы спецподразделением «Беркут» были задержаны несколько десятков радикально настроенных подростков, которые пытались воспрепятствовать приезжим пройти к Холму Славы через парк. При самом крупном задержании произошли потасовки между праворадикалами, не желающими отдавать соратников, и милицией.
В 14:00 по местному времени, когда к Холму Славы подъехало 9 автобусов (150 человек: активисты и ветераны), члены «Свободы» пытались сорвать празднование, вступая в столкновения с милиционерами, закидывая милицию пластиковыми бутылками и нападая на ветеранов Великой Отечественной войны во Львове, раскачивая и пытаясь перевернуть автобусы, плюя ветеранам в лицо, закидывая их и милицию камнями, бутылками и дымовыми шашками и демонстративно сжигая Знамёна Победы. Также члены «Свободы» отобрали и растоптали венок, который планировалось возложить на военном кладбище, а также оскорбили и сорвали георгиевские ленточки с представителей российского консульства во Львове.

## Реакция
Обе стороны винили друг друга в организации беспорядков. Так, городской голова Львова Андрей Садовый назвал произошедшее провокацией «русских фашистов», а лидер ВО «Свобода» Олег Тягнибок раскритиковал утверждение закона, который допустил проведение подобного шествия:

«Сегодня вывешивают красный флаг, а завтра скажут: а зачем этот „бандеровский“ сине-жёлтый?» 
В свою очередь, начальник департамента общественной безопасности МВД Виктор Ратушняк обвинил в беспорядках украинских националистов. Также, по заявлению генерального консула РФ во Львове Олега Астахова, украинская милиция бездействовала и не пыталась остановить хулиганов:

Молодчики в повязках, прикрывающих лица, оскорбляя, пытались сорвать с нас ещё и георгиевские ленты, а милиция [городская львовская], усиленно охраняющая сегодня военный мемориал, спокойно за всем этим наблюдала.
 Официальный представитель МИД РФ А. Лукашевич также заявил 10 мая, что «при фактическом невмешательстве власти безобразничающие молодчики отобрали у сотрудников российского Генерального консульства во Львове и растоптали венок с лентой цветов российского государственного флага, который должны были положить к памятнику советским воинам на Холме Славы».
10 мая 2011 года Президент Украины Янукович поручил генпрокурору дать оценку событиям во Львове. 11 мая 2011 года по факту беспорядков МВД возбудило 5 уголовных дел, в том числе по факту ранения украинского националиста и избиения главы Антифашистского комитета.
Согласно заявлению официального представителя оргкомитета Евро-2012 Маркияна Лубкивского, ситуация с безопасностью во Львове будет рассмотрена исполкомом УЕФА. Уже 12 мая 2011 года Координационный совет молодёжных объединений Украины подал заявку о лишении Львова права проведения чемпионата Европы по футболу в 2012 году в связи с беспорядками 9 мая. Однако в удовлетворении требований всё же было отказано: по заявлению всё того же Мариана Лубкивского, подобные вопросы не рассматриваются УЕФА, а другие города Украины не готовы к принятию матчей турнира (вместо Львова предлагалось отдать матчи Одессе).